# Sam Vanderhallen
Sam Vanderhallen (13 februari 2004) is een Belgisch voetballer die onder contract ligt bij K Lierse SK.

## Carrière
Vanderhallen genoot zijn jeugdopleiding bij Lierse SK en stapte na het faillissement van de club over naar geestelijk opvolger Lierse Kempenzonen. Tijdens de voorbereiding op het seizoen 2022/23 kreeg hij zijn kans bij de A-kern. Op 29 januari 2023 maakte hij zijn officiële debuut in het eerste elftal van de club: in de competitiewedstrijd tegen RWDM (1-2-verlies) liet trainer Tom Van Imschoot hem in de 76e minuut invallen voor Thibaut Van Acker. Vijf dagen mocht hij ook invallen tegen Club NXT. In de play-offs mocht hij starten tegen Club NXT en RWDM. In maart 2023 brak Lierse Kempenzonen het contract van Vanderhallen open tot medio 2025.
In het seizoen 2023/24 kwam Vanderhallen onder de nieuwe trainer Jo Christiaens enkel aan spelen toe in de bekerwedstrijd tegen KVK Ninove, waarin hij een paar minuten voor tijd mocht invallen. Voor speelminuten in de competitie moest hij wachten op de komst van Sven Vandenbroeck.

## Clubstatistieken
| Seizoen         | Club               | Land            | Competitie      | Competitie | Competitie | Beker | Beker | Supercup | Supercup | Europees | Europees | Totaal | Totaal |
| Seizoen         | Club               | Land            | Competitie      | Wed.       | Dlp.       | Wed.  | Dlp.  | Wed.     | Dlp.     | Wed.     | Dlp.     | Wed.   | Dlp.   |
| --------------- | ------------------ | --------------- | --------------- | ---------- | ---------- | ----- | ----- | -------- | -------- | -------- | -------- | ------ | ------ |
| 2022/23         | Lierse Kempenzonen | Vlag van België | Eerste klasse B | 4          | 0          | 0     | 0     | —        | —        | —        | —        | 4      | 0      |
| 2023/24         | Lierse Kempenzonen | Vlag van België | Eerste klasse B | 3          | 0          | 1     | 0     | —        | —        | —        | —        | 4      | 0      |
| 2024/25         | K Lierse SK        | Vlag van België | Eerste klasse B |            |            |       |       |          |          |          |          |        |        |
| Carrière totaal | Carrière totaal    | Carrière totaal | Carrière totaal | 7          | 0          | 1     | 0     | 0        | 0        | 0        | 0        | 8      | 0      |

Bijgewerkt op 27 maart 2024.
1 Teunckens ·
2 De Schrijver ·
3 Marijnissen ·
5 Laes ·
6 Swinnen ·
8 Van Acker ·
9 S. Limbombe ·
10 De Schryver ·
11 Liongola ·
12 De Smet ·
13 Teunen ·
14 Maes ·
16 Maesen ·
19 Kieboom ·
20 Vanderhallen ·
23 Boone ·
36 Leyssens ·
42 Sampers ·
64 Vanuffelen ·
70 El Touile ·
77 Masaki ·
Naessens ·
Hendrickx ·
Coach: Van Imschoot
· Assistent-coach: Van Kerckhoven